# Альгіс Будріс
Альгірдас Джонас «Альгіс» Будріс (англ. Algirdas Jonas Budrys 9 січня, 1931 — 9 червня, 2008) — литовсько-американський письменник фантаст, редактор і критик. Переможець і номінант численних премій. До 1996 року мав виключно литовське громадянство.

## Життєпис
Альгіс Будріс був народжений в Кенігсбергу, в той час Східна Пруссія, в литовській родині. Його батько Джонас, який був втягнутий в політику того часу, в 1936 році був відправлений разом з сім'єю в Нью-Йорк як консул Литви. Джонас Будріс був консулом довгий час, навіть коли Литва була захоплена нацистами, а потім анексована Радянським Союзом. Все через те, що США визнавали довоєнну Литву і її уряд в вигнанні.
Альгіс спочатку навчався в університеті Маямі (1947-49 роки), а потім в Колумбійському університеті (1951-52 роках) в Нью-Йорку. В 1952 році в журналі «Аналог: наукова фантастика та факти» було опубліковано його перший науково-фантастичний твір Вища мета (англ. The High Purpose). З 1952 року Будріс працював як редактор і менеджер в таких видавничих компаніях, як «Gnome Press» і «Galaxy Science Fiction». Багато перших творів в 1950-х він писав під іменем Джон А. Сентрі (англ. John A. Sentry), перероблена англіфікація його литовського імені. Іншими його псевдонімами були Вільям Скарфф (англ. William Scarff), яким він підписував деякі твори в журналі «Tomorrow Speculative Fiction», також Пол Жавнєр (англ. Paul Janvier) і Альгер Ром (англ. Alger Rome), яким він підписував спільні роботи з Джеромом Біксбі.
У 1960-х роках Будріс працював редактором в різних Чиказьких фірмах, в тому числі в Playboy. До 1974 року він працював в рекламній компанії Young & Rubicam, також почав працювати лектором в «Clarion Writers Workshop». В 1980 роках він зацікавився саєнтологією, зокрема працював організатором і суддею премії "Письменники майбутнього" (англ. Writers of the Future) яка видавалась Роном Габбардом. В 1991 році через погіршення здоров'я, Будріс покинув адміністрування цієї премії.
Альгіс Будріс був одружений з Едною Дюною, мав чотирьох синів, з якими жив в Еванстоні (Іллінойс) аж до своєї смерті від меланоми 9 червня 2008 року.
Відомим Будріс став після свого першого роману Несправжня ніч (англ. False Night) в 1954 році, а його наступний роман Хто? (англ. Who?) 1958 року номінувався на премію Г'юго, а в 1974 році був екранізований де Бурдіс виступив сценаристом. П'ятий роман Місяць-розбійник (англ. Rogue Moon) номінувався на премію Г'юго і премію Небула. В 2007 році Науково-фантастична дослідницька асоціація (англ. Science Fiction Research Association) вручила йому премію Пілігрим за життєвий внесок в спекулятивну літературу, а 2009 року його нагородили нагородою Science Fiction and Fantasy Writers of America (Solstice Award) як визнання його внеску в наукову фантастику.

### Романи

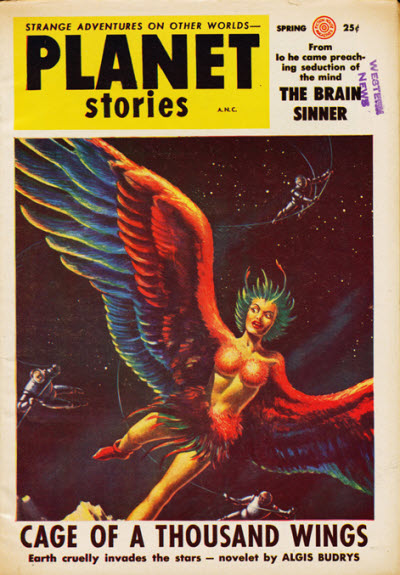
Оповідання Cage of a Thousand Wings Будріса на обкладинці журналу Planet Stories в 1955.

- 1954 — Несправжня ніч (англ. False Night).
- 1956 — Людина з Землі (англ. Man of Earth).
- 1958 — Хто? (англ. Who?).
- 1960 — Місяць-розбійник (англ. Rogue Moon).
- 1961 — Хтось не помре (англ. Some Will Not Die).
- 1967 — Сталевий шип (англ. The Iron Thorn).
- 1977 — Майклмас (англ. Michaelmas).
- 1993 — Жорстке приземлення (англ. Hard Landing).
- 2001 — Машина смерті (англ. The Death Machine).

### Деякі твори малої форми

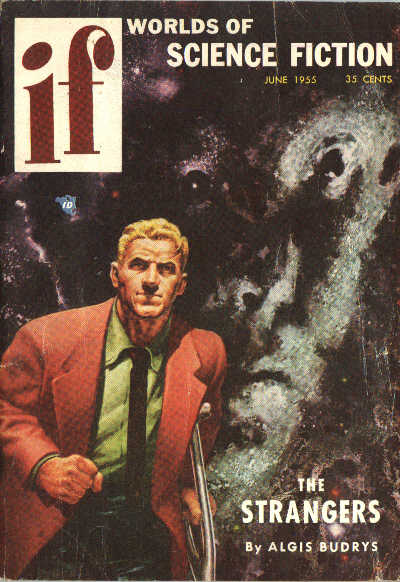
Коротка повість The Strangers на обкладинці журналу If.

- 1952 — The High Purpose
- 1952 — Walk to the World
- 1953 — The Congruent People
- 1953 — Protective Mimicry (англ.)
- 1953 — Riya's Foundling
- 1954 — The End of Summer
- 1955 — Ironclad (англ.)
- 1955 — Citadel
- 1955 — Nobody bothers Gus
- 1957 — The War is Over
- 1958 — The Barbarians
- 1959 — The Stoker and the Stars
- 1960 — The Price
- 1962 — For Love
- 1966 — Be Merry
- 1966 — The Master of the Hounds